# 好童
好童（こうどう、ホドン、朝鮮語: 호동、生年不詳 - 32年）は、第三代高句麗王大武神王の子である。高好童とも。好童の母親は、扶余人曷思王の孫娘の次妃である。曷思王は扶余の帯素王の末弟であり、帯素王が大武神王に殺害された際、扶余から逃れて曷思川のほとりに、小国をつくったため、こう呼ばれている。

## 概要
好童が沃沮まで狩りに出かけた時に、「崔氏」という中国姓を持っている楽浪国国王（中国や日本の学界では楽浪国王とは楽浪郡太守のことと解される）の崔理と出会い、崔理から娘の楽浪公主を娶るように申しだされた。大武神王は楽浪国を攻撃することを計画していたが、楽浪国にある敵兵が来ると自然に鳴り出して危機を知らせる太鼓と角笛の存在に困り、好童に対して楽浪公主に太鼓と角笛を破壊させるよう命じ、好童は使いを送り、楽浪公主に太鼓と角笛を破壊するよう指示した。
楽浪公主は、好童のために武器庫に潜入して太鼓と角笛を刀で破壊したが、その後高句麗は楽浪国を攻撃した。崔理は、太鼓と角笛が破壊され高句麗の侵攻を知り得なかったために軍備が整えられず、楽浪国への侵攻によってはじめて太鼓と角笛の破壊を知り、なすすべなく降伏した。その際に崔理は太鼓と角笛を破壊した楽浪公主を殺した。
好童は大武神王の継母である解氏の子であったため、大武神王の皇后である元妃は嫡子である我が子をさしおき、好童が太子となることを恐れ、好童が謀反を起こそうとしていると大武神王に讒言した。好童は、元妃の讒言に釈明したなら元妃の悪行がさらされ大武神王を心配させるため、讒言に釈明せずに自殺した。

## エピソード
- 好童は、容貌がとても美しかったため、大武神王は彼を寵愛し、好童という名もそのために付けられた[3]。32年4月に好童が沃沮に出向いた際に出会った楽浪国の崔理は、好童の容貌の美しさから「あなたの顔つきを見るに、とうてい普通の人とは思えません。北国の神王の子ではありませんか」と問い、好童を一緒に楽浪国まで連れていって、自分の娘である楽浪公主に合わせている[3]。
- 好童の生年や年齢については記述がなく、不明であるが、大武神王が扶余の帯素王を殺害して扶余を壊滅させ、その末弟が曷思王を名乗ったのが22年である[8]。これ以降に、曷思王の孫娘が大武神王と結ばれ、好童が生まれたと仮定すると、その僅か10年後である32年に、好童と楽浪公主の結婚話が出てくることになるため、やや不自然な感があるが、扶余がまだ健在で、高句麗と敵対していた頃から、大武神王と曷思王の孫娘とが恋愛関係を結んでいたとしても、なんら不思議ではない[8]。

## 家族
- 父：大武神王
- 母：次妃
- 妻：楽浪公主